# Pterygodium vermiferum
Pterygodium vermiferum là một loài thực vật có hoa trong họ Lan. Loài này được E.G.H.Oliv. & Liltved mô tả khoa học đầu tiên năm 2008.